# Huit de pique (album)
Albums de Alexandra Roos
Fanfares
(2004)
Huit de Pique est un album réalisé par la chanteuse française Alexandra Roos en 2007. Il contient un duo avec Julien Clerc ( N'as-tu jamais rêvé ) et il est produit par Ian Caple (Tindersticks, Tricky, Bashung),,,.

## Titres
1. Prends moi
2. Je pensais ... pensais à toi
3. Centre commercial
4. N'as-tu jamais rêvé
5. Partir
6. Tout est fini
7. Pescara
8. Les premiers jours d'avril
9. L'azur des cieux
10. Dirty Song
11. Huit de pique
12. Antonioni